# Dreifaltigkeitskirche (Krusendorf)

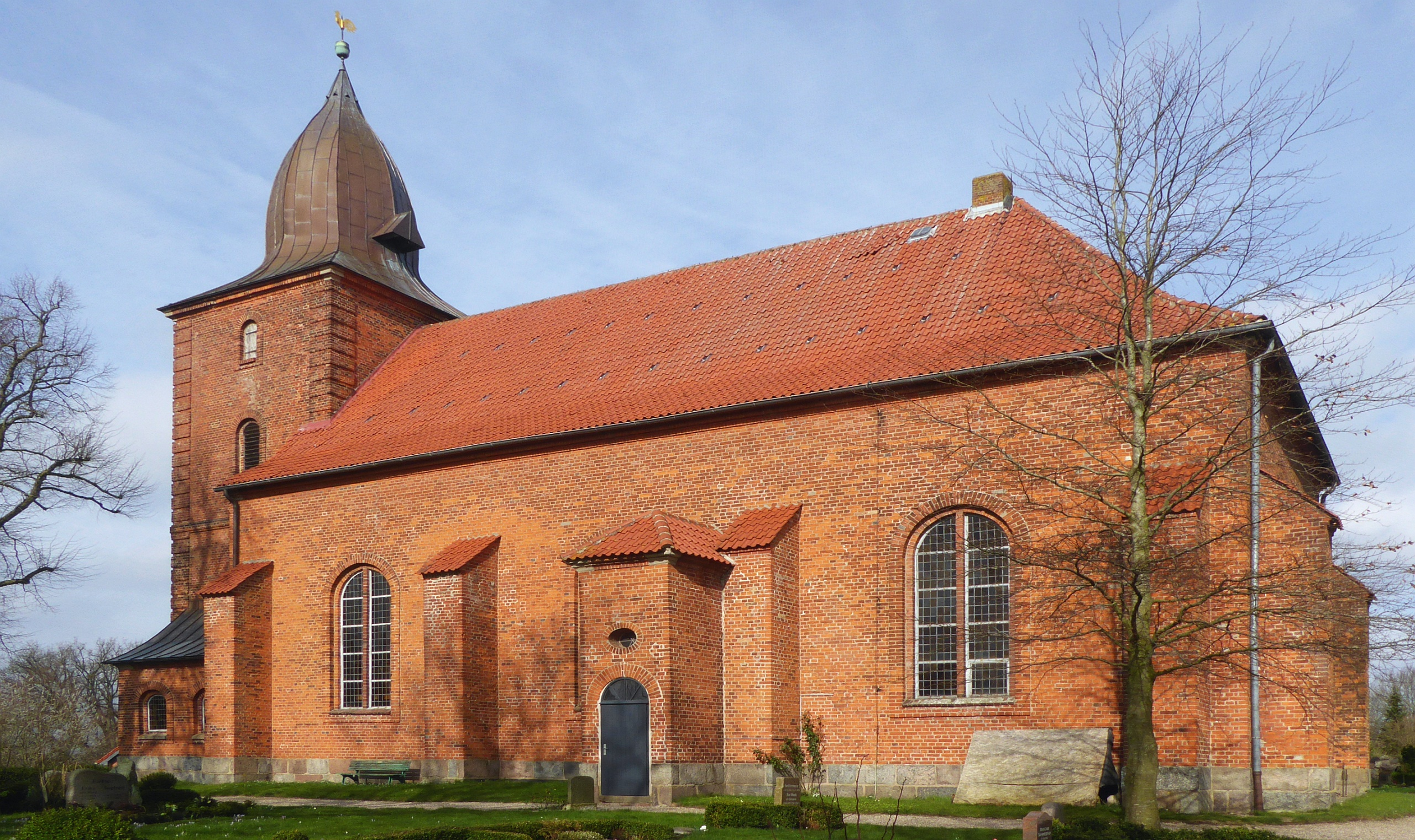
Dreifaltigkeitskirche von Krusendorf (Südseite, 2020)

Die Dreifaltigkeitskirche Krusendorf ist eine barocke Kirche in Backstein-Bauweise in Schwedeneck-Krusendorf im Amt Dänischenhagen im Kreis Rendsburg-Eckernförde. Die Ortschaft Krusendorf geht zurück auf das einstige Kirchspiel Jellenbek.

## Lage
Die Dreifaltigkeitskirche befindet sich inmitten der Ortschaft Krusendorf in der Kirchstraße. Von der Kirche gelangt man fußläufig in nördlicher Richtung in 1,5 Kilometern Entfernung an die Ostsee-Steilküste. Dort wurde der Kirchspielort Jellenbek über langjährige Küstenabbrüche im 17. Jahrhundert ein Raub der Ostsee; etwas landeinwärts entstand an dieser Küste nach dem Zweiten Weltkrieg der touristisch geprägte Badeort Krusendorf-Jellenbek.
Geographisch gehört Krusendorf zur Landschaft Dänischer Wohld im nördlichen Teil, und zwar zwischen Noer und Schwedeneck, zu dem die Ortschaft gehört. Kirchlich gehört es zum Kirchenkreis Rendsburg-Eckernförde in der Evangelisch-Lutherischen Kirche in Norddeutschland.

## Geschichte

### Vorgängerkirche

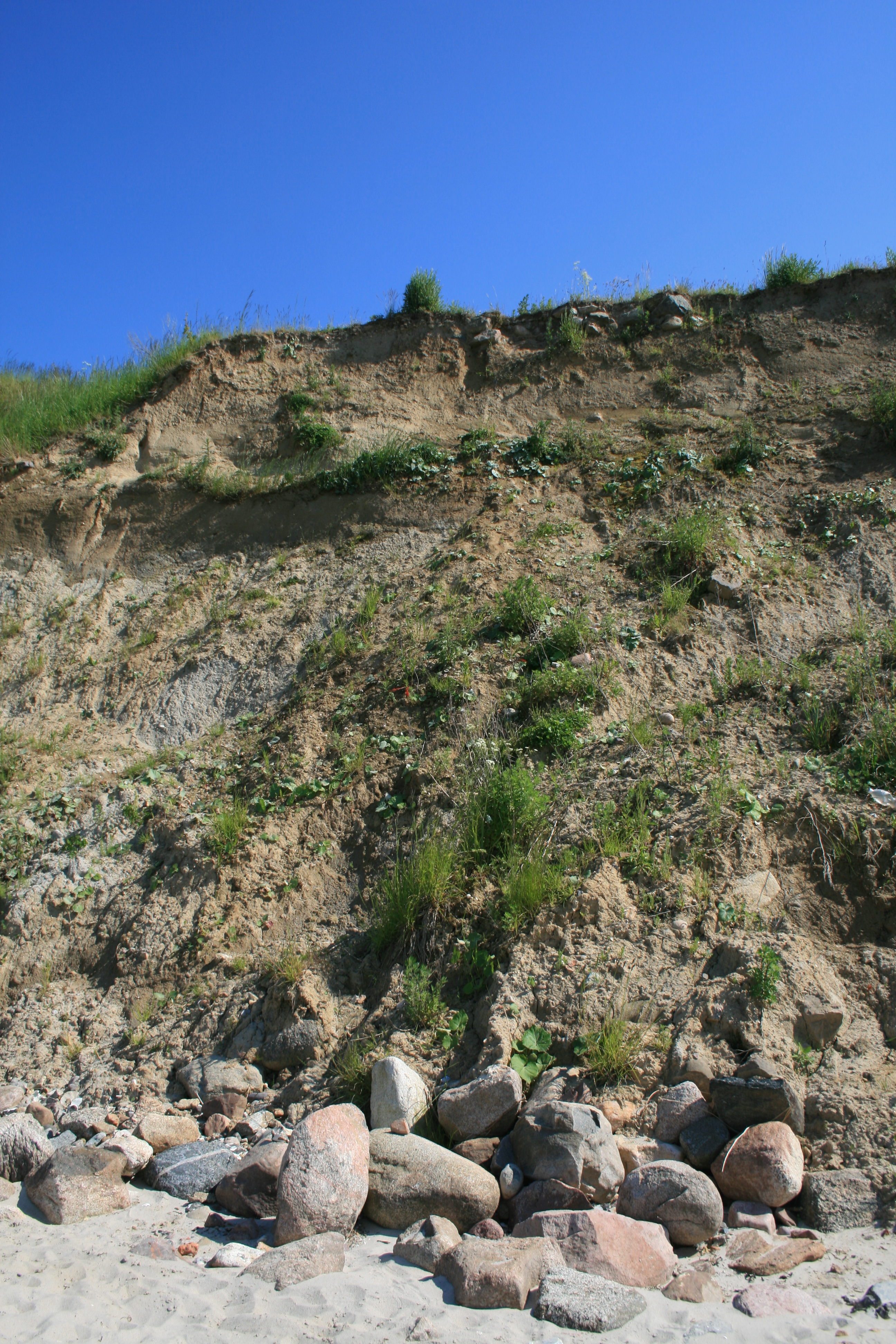
Fundamentsteine der St. Catharinen-Kirche am Steilufer bei Jellenbek (2015)

Früheste Erwähnung fand eine Ansiedlung am Bache Jellenbek (in der heutigen Gemeinde Schwedeneck-Krusendorf) 1318, „als der Bischof seine Zehnten aus dieser Gemeine der Domcapitel verlieh“. Im folgenden Jahr 1319 wurde die Kirche erstmals erwähnt. Das Kirchspiel umfasste die Dörfer Jellenbek, Krusendorf, Surendorf, die Güter Noer, Dänisch-Nienhof, Grönwohld und jedes zweite Haus des Dorfes Stubbendorf.
Der Standort der ehemaligen Kirche Sanct Catharina wird östlich von der heutigen Ferienhausansiedlung (ebenfalls mit Namen Jellenbek) beschrieben. Durch die Lage an der Steilküste diente der im 16. Jahrhundert erbaute Turm dieser früheren Kirche als südliche Landmarke im östlichen Teil der Eckernförder Bucht. Durch von der Ostsee verursachte Sediment-Abbrüche, insbesondere Geschiebemergel, am Steilufer der Fischersiedlung Jellenbek fielen in den folgenden Jahrhunderten die Häuser dem Meer zum Opfer und die Fischersiedlung wurde um 1650 aufgegeben. Die bereits 1639 baufällige Kirche St. Catharina am Jellenbek blieb verschont und diente bis zur Einweihung des Nachfolgerbaus 1737 als Gottesdienstort. Danach wurde sie abgebrochen. Bis zu diesem Zeitpunkt fanden auch Bestattungen auf dem Kirchhof statt. Noch 1722/1724 wurde das Pastorenehepaar Elisabeth und Peter Struve vor dem Altar begraben. Die Kirchenbücher im Kirchspiel werden seit 1660 geführt.
Erste archäologischen Untersuchungen am ehemaligen Kirchstandort fanden 1964 statt, die die Christian-Albrechts-Universität in Kiel 2010 bis 2015 fortsetzte, nachdem um 2009 die Grundmauern abzubrechen drohten. Den Untersuchungen zufolge handelte es sich um ein frühgotisches Kirchenbauwerk aus Backstein mit einer Abmessung von 10 × 15 m. Die Grab- und Glockenturm-Suche schloss sich an.

### Bekannte Pastoren
- Christian Lexovius sen., um 1645
- Wolfgang Philipp Leike, um 1685
- Peter (Petrus) Struve, 1696–1718
- Johann Andreas Boeckmann, 1725–1728
- Sebastian Hinrich Stahl, ab 1728[4]

## Dreifaltigkeitskirche Krusendorf

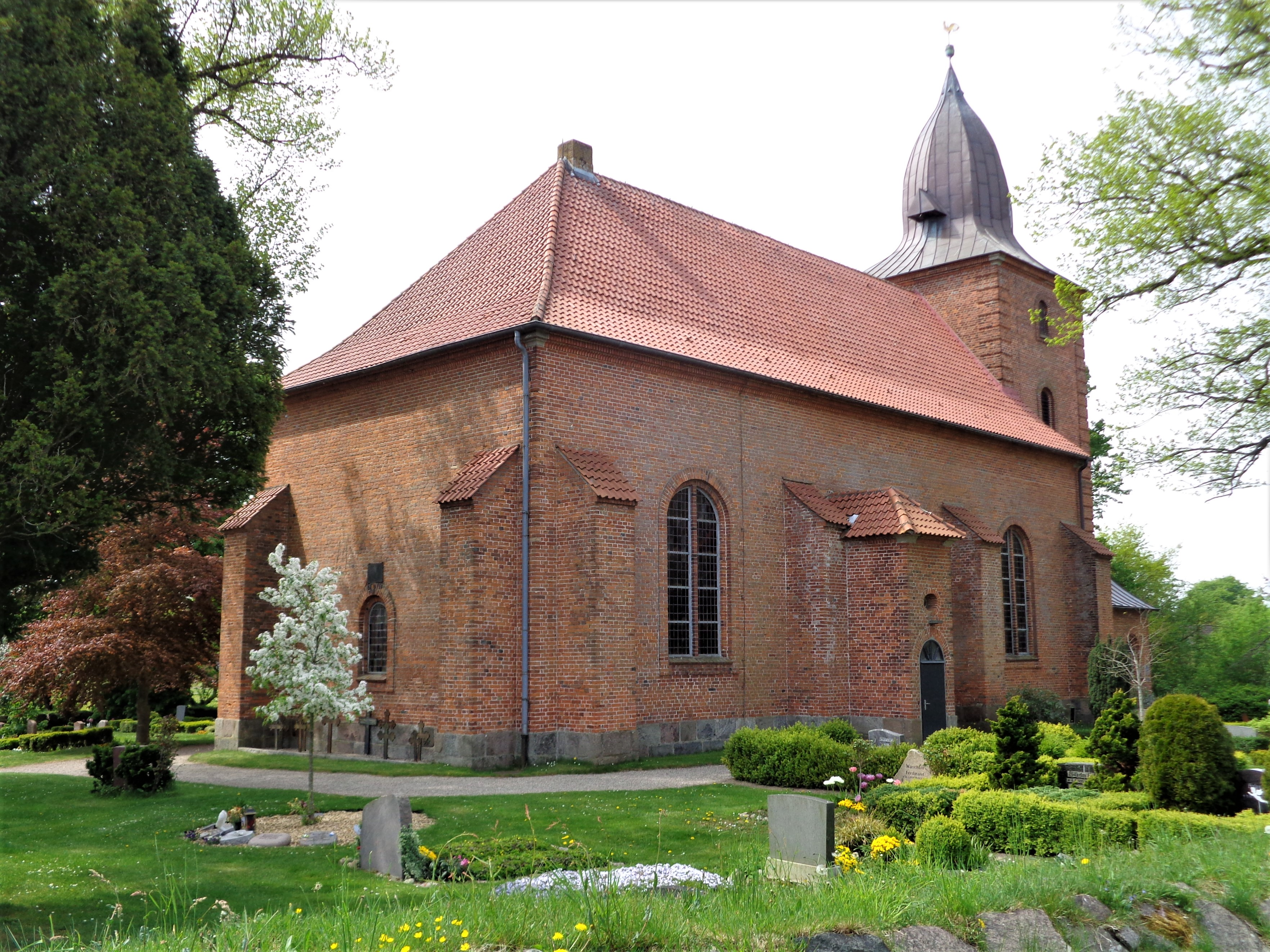
Dreifaltigkeitskirche von Krusendorf von der Nordseite

Die von 1733 bis 1735 im Barock-Stil errichtete Dreifaltigkeitskirche ist mit einer markant wirkenden für die Region untypischen Turmhaube versehen, die an einen Zwiebelturms erinnert. Als Material für die Turmhaube wurde Kupfer verwendet.
Wesentlicher Initiator und Geldgeber für den Kirchenneubau war der seinerzeitige Eigentümer von Gut Noer (dän.: Nør), Joachim von Brockdorff. Die Einweihung der Krusendorfer Dreifaltigkeitskirche erfolgte am 15. Dezember 1737.
Der Kirchenkomplex steht ausweislich des B-Plans Nr.18-Gesamt Übersicht, festgestellt vom Amt Dänischenhagen GemeindeSchwedeneck unter Denkmalschutz.

### Kirchenpatronat
Als Kirchenpatron fungierte Joachim von Brockdorff (1695–1763) ebenfalls beim Neubau der Dreifaltigkeitskirche, der zuvor schon wie sein Vater als Patron für die frühere Kirche St. Catharinen einstand. Die Familie von Brockdorff besaß in der Nachbarschaft zu Krusendorf das Gut Noer mit dem Herrenhaus, das heutzutage als Schloss Noer bezeichnet wird (erbaut von Graf Wulf von Brockdorff, dem Vater von Joachim von Brockdorff). Nicht nur wegen des Wohlstandes als etablierter Gutsbesitzer füllte von Brockdorff das Patronat aus, sondern auch ob seines gesellschaftlichen Standes als Graf zu Noer, Landrat im Herzogtum und seit seiner Berufung 1733 als dänischer Geheimrat (1747 auch dänischer Gehejmekonferensråd) in dem Jahr, ab dem er auch für die Errichtung der Dreifaltigkeitskirche zu Krusendorf zeichnete.

### Ausstattung der Kirche

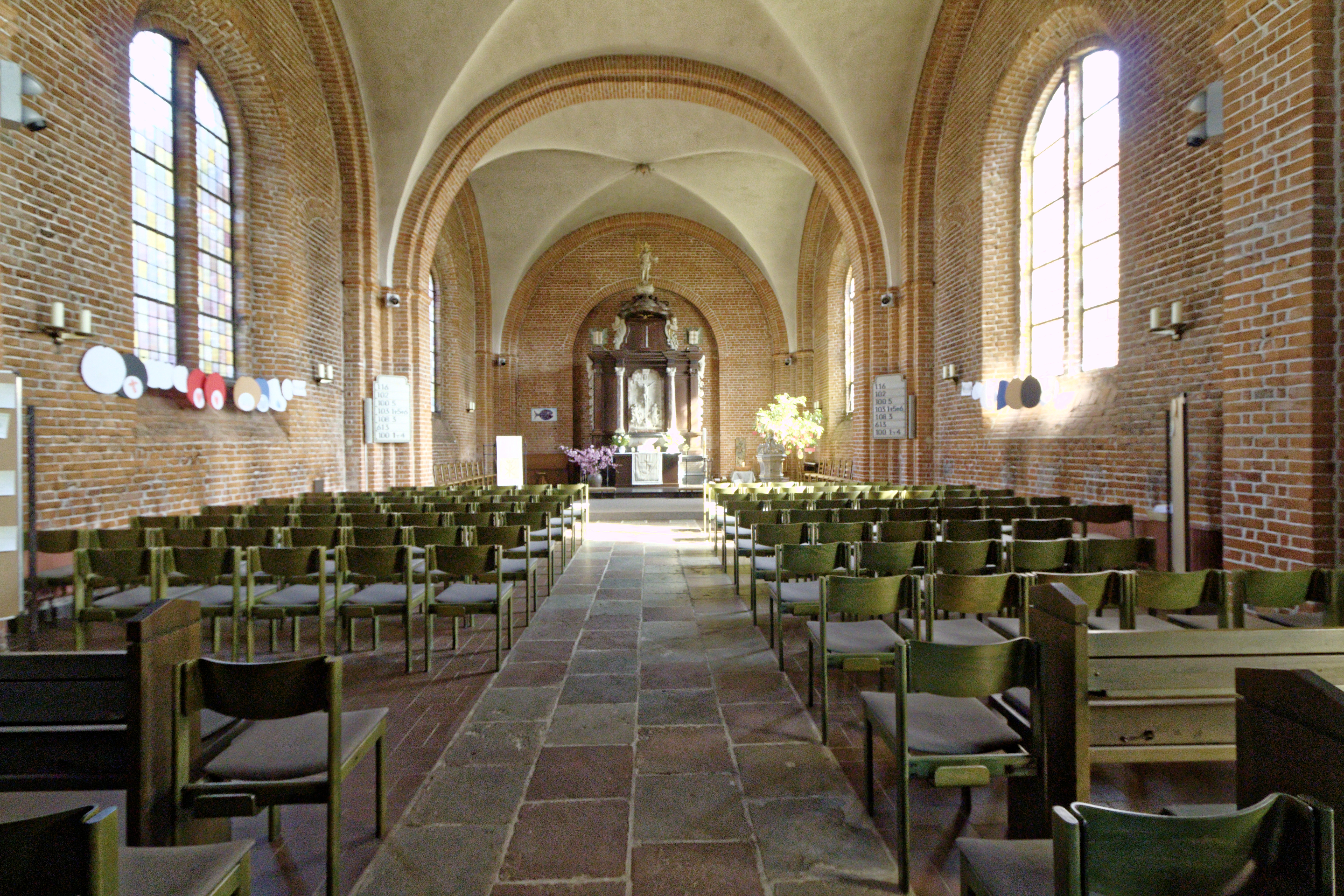
Kirchenschiff der Mauerwerkskirche mit der Gewölbedecke

Die mit zehn vorgesetzten gemauerten Stützen gesicherte einschiffige Backsteinkirche besitzt eine gewölbte Decke und wird im Innern in natürlicher Weise durch Bogenfenster belichtet. Nach Westen vorgesetzt ist ein hoher, rechteckiger Mauerwerksturm, der eine Kirchturm-Bedachung aus Kupfer besitzt.
Nur wenige Ausstattungsstücke wie das Abendmahlsgerät und eine Taufschale wurden in die neue Kirche übertragen, während der barocke Kanzelaltar und das Taufbecken im frühen 18. Jahrhundert in Anlehnung an den französischen Stil der Régence-Zeit für die neue Kirche hergestellt wurden.
Einen weiteren Teil der Kirche bildet eine verschlossene Kapelle, in der sich die schwarzen Marmorsärge vom Kirchenerbauer und Patronat und seiner Ehefrau befinden, beide im Jahr 1763 verstorben

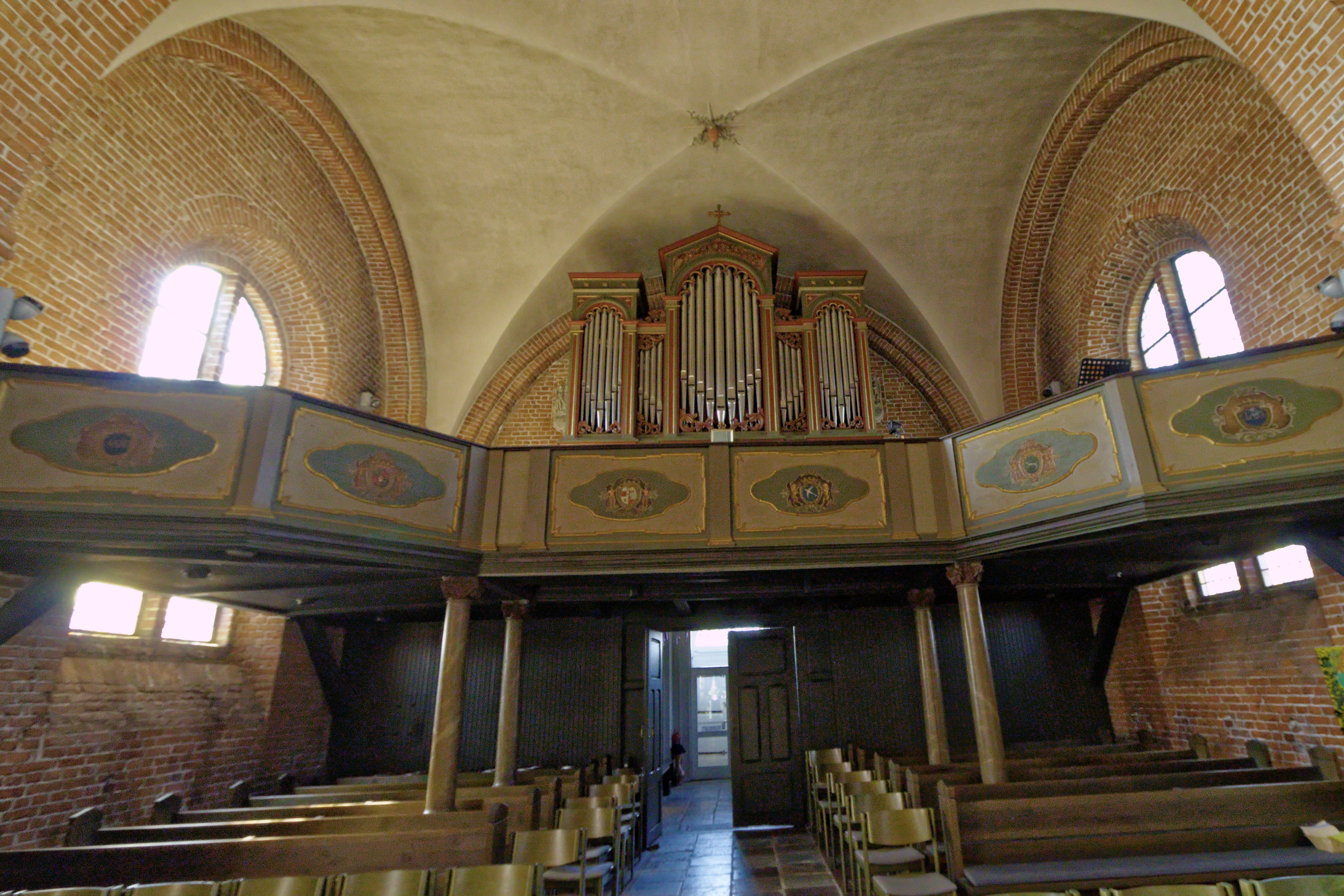
Blick zur Empore mit Marcussen-Orgel

Die Kirche wurde zuerst mit einer kleinen Orgel ausgestattet (eine unbelegte Quelle spricht von 1836), die 1868 durch eine mechanische Orgel der dänischen Orgelbau-Firma Marcussen ersetzt wurde. Eine Sanierung des originalen Instruments erfolgte zu dessen 150-jährigem Bestehen.

### Pastorat
Bekannte Pastoren
- Johann Jacob Jensen, ab 1754
- Heinrich Christian Gosche, ab 1796
- Anton Johann Wilhelm Wacker, ab 1818

Für dieses Pastorat ist belegt, dass 1820 eine Predigerwohnung mit sieben beheizbaren Zimmern für 3.581 Reichsthaler neu erbaut wurde.
Die Kirchengemeinde hat knapp 1500 Mitglieder.

### Friedhof

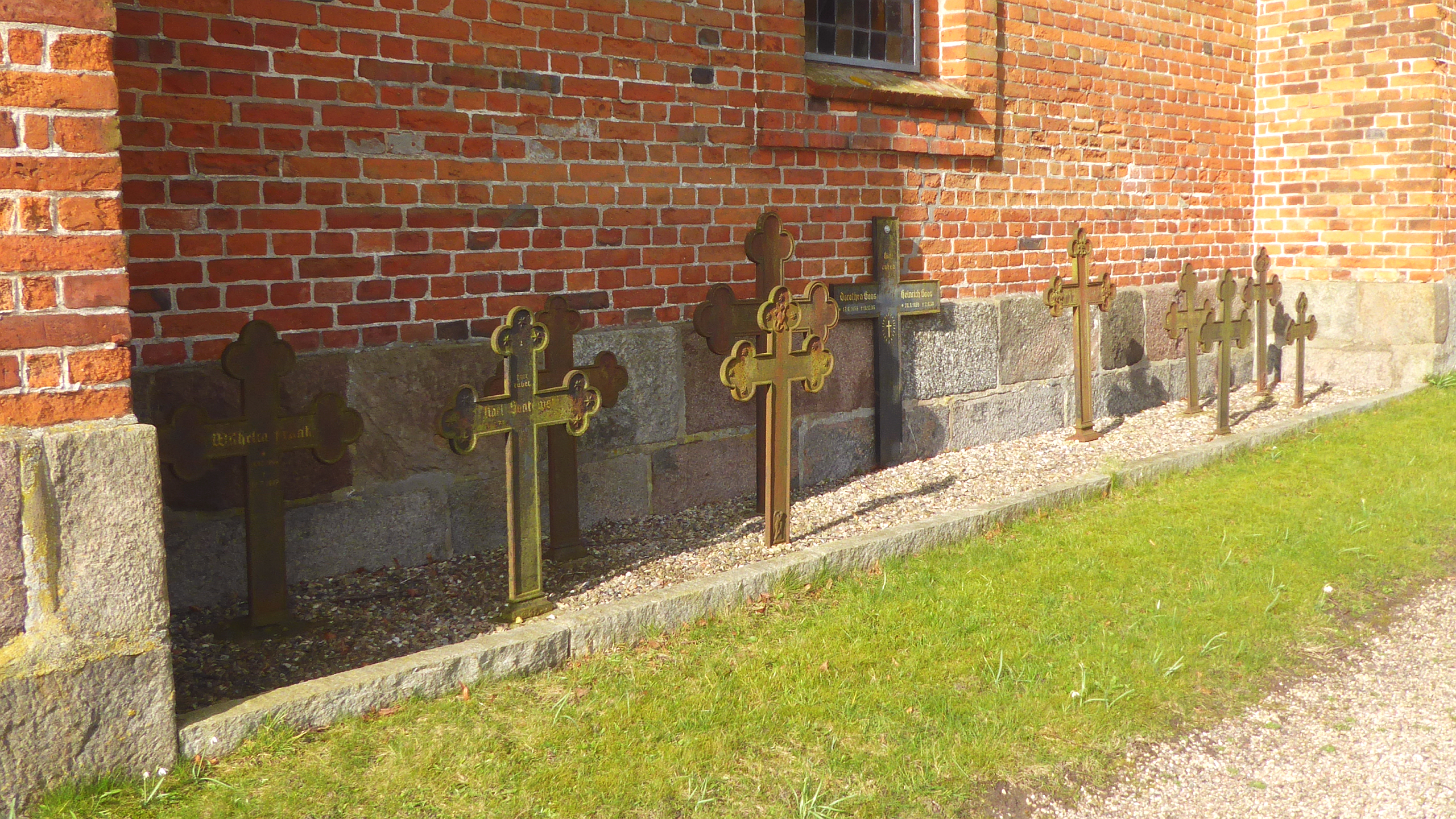
Ensemble der Grabkreuze aus eisernem Kunstguss an Ostseite der Dreifaltigkeitskirche Krusendorf

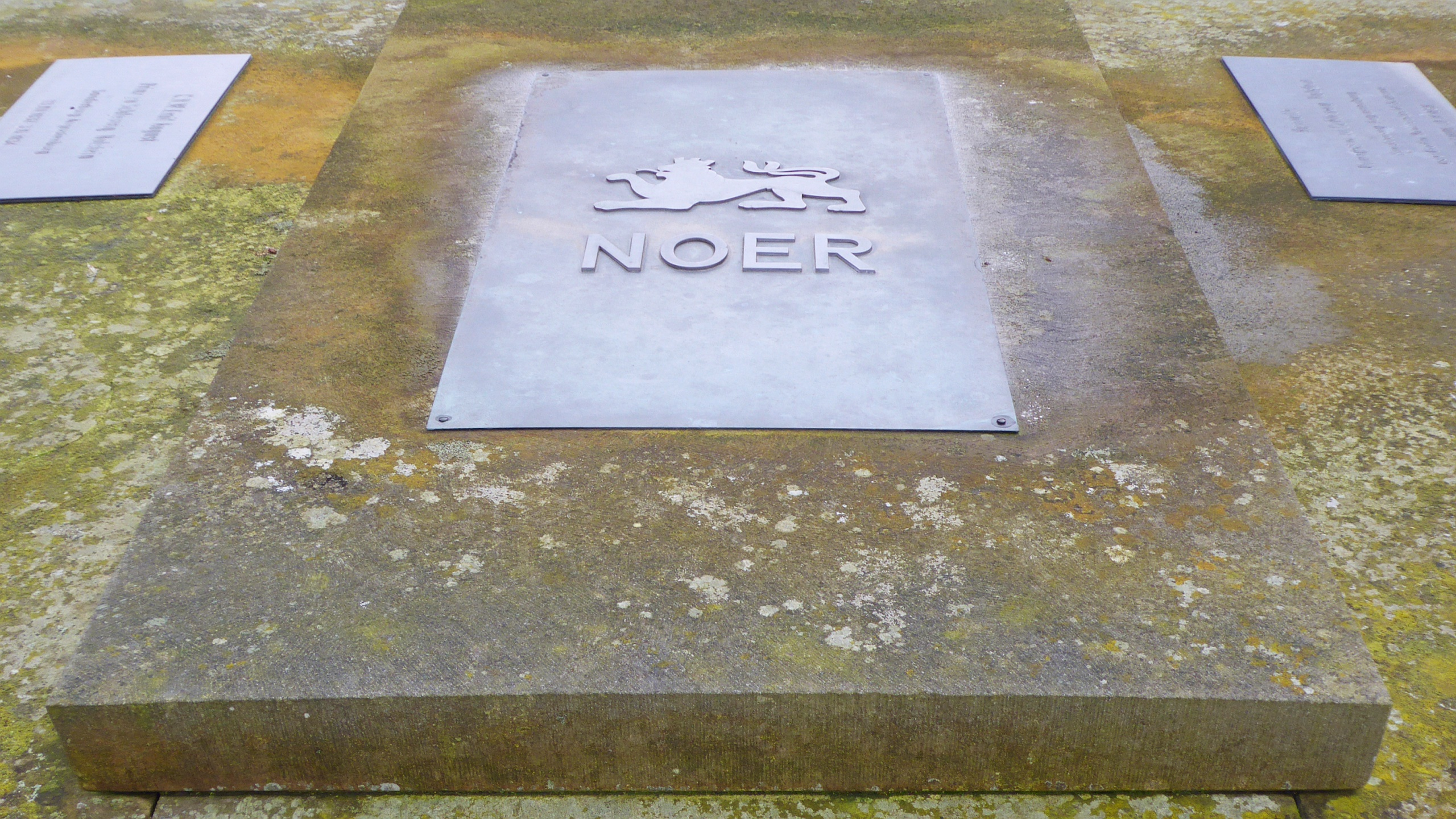
Familien-Gruft von Friedrich Emil August von Schleswig-Holstein-Sønderborg-Augustenburg – Prinz und Fürst von Noer – in Krusendorf

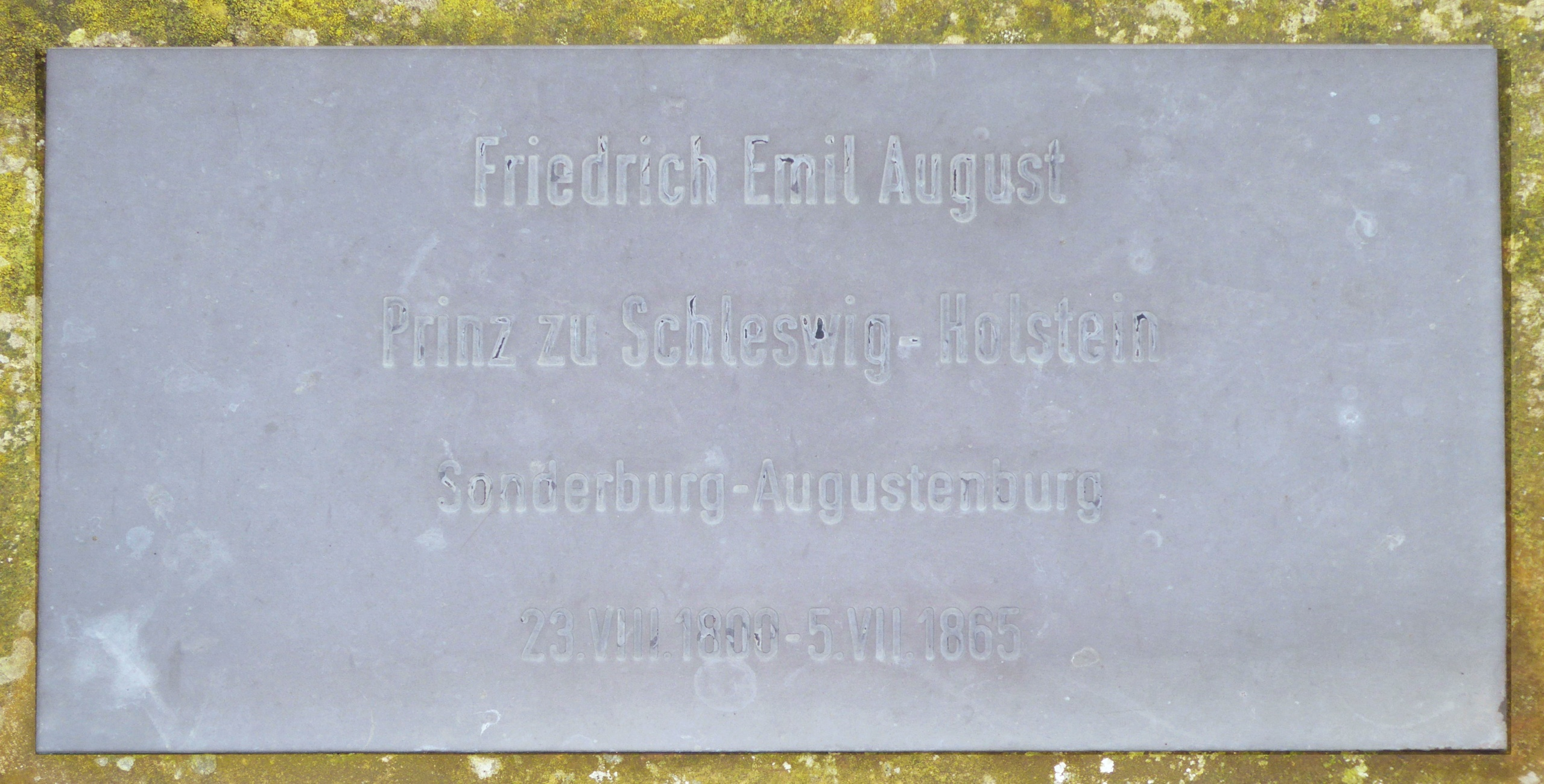
Grabplatte an der Gruft von Friedrich Emil August von Schleswig-Holstein-Sønderborg-Augustenburg – Prinz und Fürst von Noer – in Krusendorf

Zur Dreifaltigkeitskirche gehört ein unmittelbar angrenzender Friedhof, auf dem auch historische Grabstätten, Gruften und ein Grabfeld mit eisernen Kreuzen aus Kunstguss zu finden sind. Hervorzuheben ist eine auf dem vorderen Grabfeld gelegene Familiengruft für Adelsangehörige vom Gut Noer, wie z. B. für Friedrich Emil August Prinz zu Schleswig-Holstein Sonderburg-Augustenburg (1800–1865).
In der Zeit von 2014 bis 2015 wurden Anpflanzungen im Zuge der Friedhofsumgestaltung vorgenommen, um weitere Urnenbeisetzungen auf einem neuen Urnenfeld zu ermöglichen.